# Renta (građansko pravo)
Renta je naziv za pravni institut u oblasti građanskog prava, kojim se osigurava naknada imovinske štete koja nastaje zbog gubitka (djelomičnog ili potpunog) mogućnosti da se ostvaruje zarada.
Prema čl. 1088. i 1095. Zakona o obveznim odnosima iz 2005. godine, naknada štete u obliku rente određuje se u slučaju smrti, tjelesne ozljede ili oštećenja zdravlja, doživotno ili za određeno vrijeme. Novčana renta plaća se mjesečno unaprijed, i to u visini očekivane zarade koja se zbog oštećenja zdravlja ne može ostvariti.
Pravo na rentu ima osoba koja je ostvarila invaliditet, a ako je osoba poginula, pravo na rentu mogu ostvariti osobe koje su od poginulog imala pravo očekivati uzdržavanje (npr. malodobno dijete), doživotno ili na određeni rok (npr. do punoljetnosti ili kraja redovnog školovanja). I u takvim slučajevima (čl. 1094. Zakona o obveznim odnosima) određuje se renta u srazmjeru s očekivanim zaradom poginule osobe.
Sud može na zahtjev oštećenika za ubuduće povećati rentu, a može je na zahtjev štetnika sniziti ili ukinuti ako se znatnije promijene okolnosti koje je sud imao na umu pri donošenju prijašnje odluke (čl. 1096. Zakona o obveznim odnosima).
Iz ozbiljnih razloga (primjerice potrebe za liječenjem, školovanjem, kupnjom stambenog prostora) vjerovnik može zahtijevati - od oštećenika ili od osiguratelja koji je platio štetu - da mu se umjesto rente isplati jedan ukupan iznos. Takav zahtjev za "kapitalizaciju rente" može se odrediti odmah kod određivanja rente (u sudskoj presudi ili u nagodbi) ili kasnije, dok se god renta plaća. Izračun iznosa kapitalizirane rente se izvodi tako da se mjesečna renta množi s očekivanim brojem preostalih mjeseci trajanja rente, te se od dobivenog iznosa odbiju diskontne kamate; izračun u pravilu provode aktuarski vještaci.
Isplata rente može se osigurati i ugovaranjem s osigurateljem ("rentno osiguranje" ili "mirovinska renta") ili drugom financijskom institucijom, gdje se nakon plaćanja određenog iznosa može ugovoriti isplata rente na određeni rok ili doživotno.